# Devenir Colette
Pour plus de détails, voir Fiche technique et Distribution.
Devenir Colette (Becoming Colette) est un film allemand réalisé par Danny Huston, sorti en 1991.

## Synopsis
Le film retrace la vie de la romancière française Colette.

## Fiche technique
- Titre : Devenir Colette
- Titre original : Becoming Colette
- Réalisation : Danny Huston
- Scénario : Ruth Graham
- Musique : John Scott
- Photographie : Wolfgang Treu
- Montage : Roberto Silvi et Peter Taylor
- Production : Heinz Bibo et Peer J. Oppenheimer
- Société de production : BC, Bibo Films et Les Films Ariane
- Société de distribution : Les Films Ariane (France)
- Pays :  Allemagne,  Royaume-Uni et  France
- Genre : biopic et drame
- Durée : 93 minutes
- Dates de sortie :
  - Allemagne : 17 octobre 1991
  - France : 1er juillet 1992

## Distribution
- Mathilda May : Colette
- Klaus Maria Brandauer : Willy
- Virginia Madsen : Polaire
- Paul Rhys : Chapo
- John van Dreelen : Albert
- Jean-Pierre Aumont : le capitaine Colette
- Lucienne Hamon : Sido

## Tournage
Le tournage est marqué par la violence de Klaus Maria Brandauer envers l'actrice Mathilda May, sans intervention de l'équipe du film pour la protéger ; cette dernière dénonça dans une interview son comportement : « Ce qu'il m'a fait, il l'avait déjà fait à Meryl Streep, Faye Dunaway et quelques autres. Mais je dois dire qu'en ce qui le concerne, au moins, son jeu est clair : c'est l'ennemi déclaré. Ce qui était plus dur à digérer, c'était la peur et la lâcheté des autres sur le plateau. Le pouvoir qu'à un acteur peut avoir sur un tournage est énorme. Et quelqu'un qui en abuse peut tyranniser une équipe jusqu'à la rendre muette de terreur. »